# دارتموث بیسیک
دارتموث بیسیک نسخه اصلی زبان برنامه‌نویسی BASIC است. این نام به این دلیل است که در دانشکده دارتموث طراحی و اجرا شد. زبان توسط John Kemeny و Thomas Kurtz به عنوان بخشی از سیستم به اشتراک گذاری زمان (Dartmouts (DTSS طراحی شده بود و یکی از اولین زبانهای برنامه‌نویسی بود که به صورت تعاملی مورد استفاده قرار می‌گرفت.